# Fernando de los Ríos
Fernando de los Ríos Urruti, né le 8 décembre 1879 à Ronda, en Andalousie, et mort en exil le 31 mai 1949 à New York, est un diplomate, universitaire et homme politique républicain espagnol.

## Biographie
Il est considéré comme l'un des personnages les plus importants de la pensée socialiste espagnole en soulignant sa proposition d'un socialisme humaniste, dans une perspective non révolutionnaire et redevable à l'avant-garde de la social-démocratie politique et éthique européenne, et dans le cadre politique de la démocratie libérale, sans concessions aux aspirations totalitaires.
Il est professeur à l'Université de Grenade, avec notamment parmi ses élèves Federico García Lorca avec son collègue Martín Domínguez Berrueta qui enseigne comme lui les préconisations de l'Institution libre d'enseignement. 
En 1929, le jeune poète Federico l'accompagne à New York sur la suggestion de ses parents Federico García et Vicenta Lorca, amis de Fernando de los Ríos. De ce voyage naît le chef-d'œuvre Poeta en Nueva York.
En 1931, Fernando de los Ríos devient ministre de la Justice du gouvernement de la République, puis ministre de l’Éducation. 
Fin septembre 1936, aux débuts de la guerre d'Espagne, il est nommé ambassadeur de la République espagnole aux États-Unis. Après l'assassinat de Federico par les nationalistes, il accueille, avec son épouse Gloria, la famille García Lorca à New York.
À la chute de la République, à la fin de la Guerre d'Espagne, le régime franquiste le démet, ainsi que son épouse Gloria, de toutes ses fonctions universitaires. Il enseigne néanmoins à la New School for Social Research de New York, qui accueille notamment les intellectuels républicains espagnols exilés.

## Postérité
Fernando de los Ríos meurt en 1949 à New York, recevant les honneurs de ses pairs qui rendent hommage à un universitaire reconnu et un grand démocrate.
Depuis 1980, lors de la transition démocratique, sa dépouille est rapatriée au cimetière civil de Madrid.

## Famille
Fernando de los Ríos est le mari de l'universitaire Gloria Giner de los Ríos García, le père de l'universitaire Laura de los Ríos Giner, le beau-père du diplomate Francisco García Lorca et le grand-père de Laura García-Lorca, qui deviendra directrice de la Huerta de San Vicente, à Grenade.